# Aleksandr Vasilevski
Aleksandr Mijáilovich Vasilevski (en ruso: Александр Михайлович Василевский; Novaya Golchija, Imperio ruso, 18 de septiembrejul./ 30 de septiembre de 1895greg. - Moscú, Unión Soviética, 5 de diciembre de 1977) fue un oficial militar soviético con rango de mariscal, que ocupó los cargos de jefe del Estado Mayor General y vice-Comisario del Pueblo de Defensa durante la Segunda Guerra Mundial, así como ministro de Defensa de 1949 a 1953. Como jefe del Estado Mayor, Vasilevski se encargó de la planificación y coordinación de casi todas las ofensivas soviéticas más decisivas, desde la contraofensiva en Stalingrado al asalto a Prusia Oriental y Königsberg.
Vasilevski comenzó su carrera militar durante la Primera Guerra Mundial, alcanzando en 1917 el grado de capitán. A principios de la Revolución de Octubre y la Guerra Civil fue reclutado por el Ejército Rojo, participando también en la guerra polaco-soviética. En 1930, alcanzó el grado de comandante de regimiento. En esta posición demostró su gran habilidad para la organización e instrucción de sus tropas. El talento de Vasilevski no pasó desapercibido y en 1931 fue nombrado miembro de la Dirección de Adiestramiento Militar y en 1937, a raíz de la Gran Purga de Stalin, fue ascendido a oficial del Estado Mayor.
Al comienzo de 1943, durante la Segunda Guerra Mundial, coordinó y ejecutó las ofensivas del Ejército Rojo en la parte superior del Don, en el Donbáss, Crimea, Bielorrusia y los países bálticos, terminando su intervención en la guerra contra Alemania con la captura de Königsberg en abril de 1945. En julio del mismo año fue nombrado comandante en jefe de las fuerzas soviéticas en el Lejano Oriente, dirigiendo la Operación Tormenta de Agosto y posteriormente aceptando la rendición de Japón. Después de la guerra, fue nombrado ministro de Defensa de la Unión Soviética, cargo que ocupó hasta la muerte de Stalin en 1953. Con el ascenso de Jrushchov a la presidencia de la Unión Soviética, Vasilevski comenzó a perder popularidad y finalmente tuvo que jubilarse anticipadamente. Después de su muerte, fue enterrado en la Necrópolis del muro del Kremlin de Moscú en reconocimiento de su pasado y sus contribuciones al servicio de su nación.

## Biografía

### Primeros años
Vasilevski nació el 30 de septiembre de 1895 en Nóvaya Golchija, en el uezd de Kíneshma (actualmente parte de la ciudad de Víchuga en el óblast de Ivánovo). Vasilevski fue el cuarto de ocho hijos. Su padre, Mijaíl Aleksándrovich Vasilevski, era sacerdote de la cercana iglesia de San Nicolás. Su madre, Nadezhda Ivánovna Sokolova, era hija de un sacerdote de la cercana aldea de Ugletz. Vasilevski (al igual que tres de sus hermanos) rompió todo contacto con sus padres después de 1926 debido a sus funciones militares en el Ejército Rojo. Sin embargo, en 1940 reanudó el contacto con sus familiares a raíz de una sugerencia del propio Stalin.
Según Vasilevski, su familia era extremadamente pobre. Su padre pasaba la mayor parte del tiempo trabajando para ganar dinero, mientras los hijos trabajaban en el campo. En 1897, la familia se mudó a Novopokróvskoye, donde su padre se convirtió en sacerdote de la recién construida iglesia de la Ascensión, donde Aleksandr comenzó su educación. En 1909, entró en el seminario de Kostromá, lo que requirió un considerable esfuerzo económico a sus padres. Vasilevski, entre otros, fue expulsado de Kostromá por su participación en un movimiento nacionalista de seminaristas. Regresó varios meses después, cuando las demandas propuestas por los seminaristas fueron parcialmente aprobadas.

### Primera Guerra Mundial y Guerra Civil

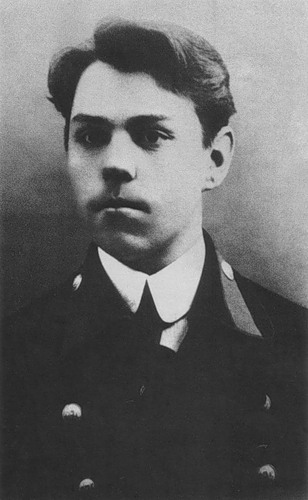
Vasilevski como oficial del Ejército Imperial Ruso en 1914

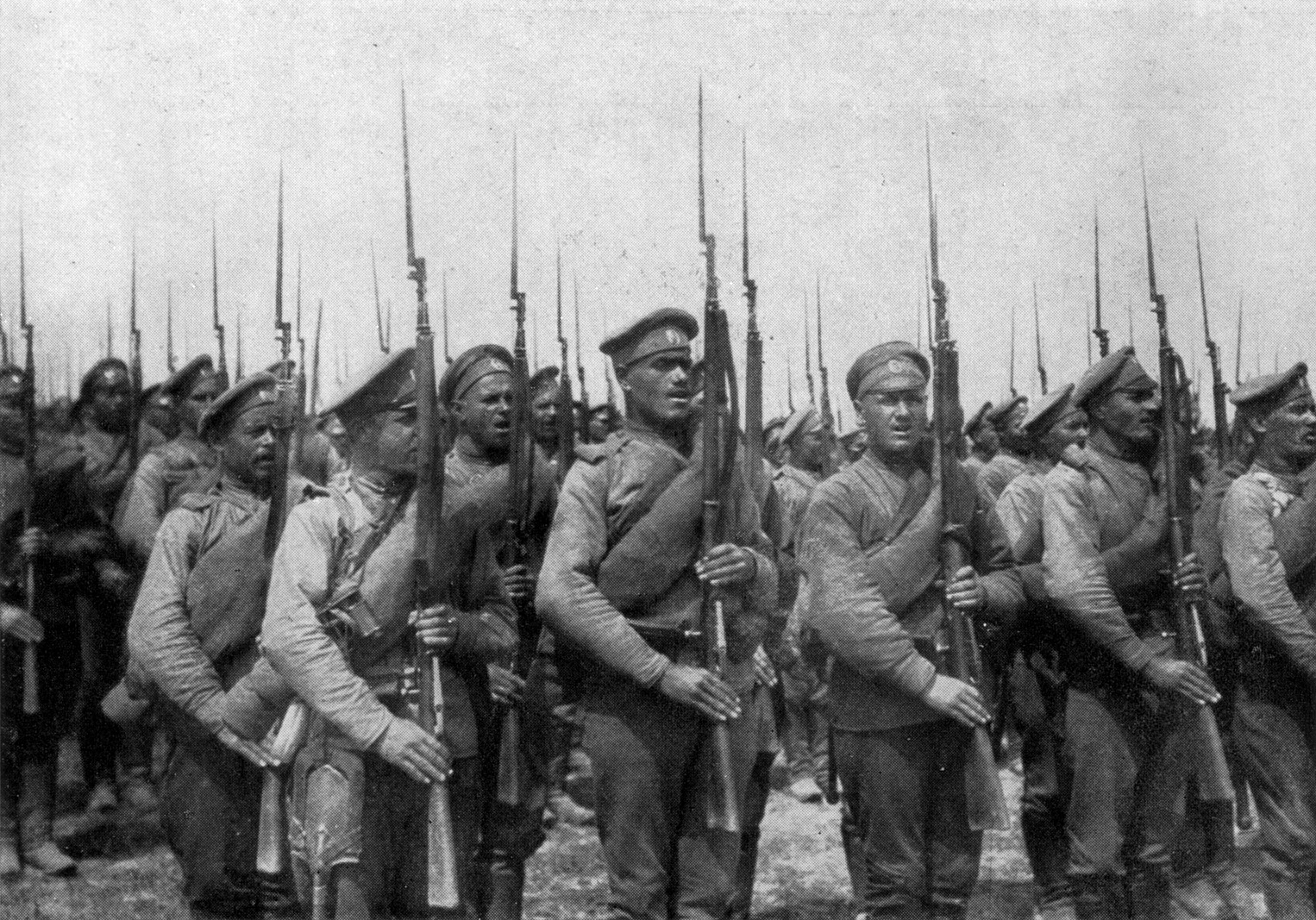
Infantería rusa en la Primera Guerra Mundial.

Después de completar sus estudios en el seminario y pasar unos años trabajando como profesor, Vasilevski pensó en estudiar para agrónomo o perito, pero el estallido de la Primera Guerra Mundial cambió sus planes. Según sus propias palabras, se sintió «abrumado por sentimientos patrióticos», por lo que decidió alistarse como soldado en el Ejército Imperial Ruso. Vasilevski se examinó en enero de 1915 y entró en la Academia de Derecho Militar Alekséievskoie en febrero. Como él recordaba, «No decidí alistarme como oficial para iniciar una carrera militar. Todavía quería ser ingeniero agrónomo y trabajar en algún remoto rincón de Rusia después de la guerra. No podía suponer cómo iba a cambiar mi país ni que yo cambiaría con él». En mayo de 1915, después de cuatro meses de estudios fue enviado al frente con el rango de práporshchik.
De junio a septiembre de 1915, lo asignaron sucesivamente a varios regimientos de reserva y finalmente, en septiembre, llegó al frente con el grado de comandante de media compañía (polurotny) en el 409.º regimiento Novojopiorski, perteneciente a la 109.ª división, del 9.º ejército. En la primavera de 1916, Vasilevski tomó el mando de una compañía que con el tiempo logró ser una de las más reconocidas del regimiento. En mayo de 1916, dirigió a sus hombres durante la ofensiva Brusílov, alcanzando el grado de comandante de batallón después de producirse numerosas bajas entre los oficiales; consiguió el grado de capitán a los 22 años de edad.
Vasilevski quería trabajar en el campo y por esa razón en noviembre de 1917, justo después de la Revolución rusa, decidió poner fin a su carrera militar pensando que ya había cumplido su labor como patriota ruso. Viajó de regreso a su pueblo natal desde Rumanía, donde se hallaba desplegada su unidad. En diciembre de 1917, ya en su hogar, Vasilevski se enteró de que los hombres del 409.º regimiento, que habían sido trasladados a Ucrania, lo habían elegido como su comandante (al inicio de la Revolución rusa los comandantes eran elegidos por sus propios hombres). Sin embargo, las autoridades militares locales le recomendaron que declinara el nombramiento debido a la lucha encarnizada que tenía lugar en la República Popular Ucraniana entre fuerzas prosoviéticas y fuerzas a favor de la independencia de Ucrania (La Rada Central Ucraniana). Vasilevski siguió este consejo y trabajó como instructor del ejército en el uezd de Kineshma, hasta septiembre de 1918, cuando se retiró y comenzó a trabajar como maestro en una escuela del óblast de Tula.
En abril de 1919, Vasilevski fue de nuevo reclutado por el Ejército Rojo. Fue enviado a comandar una compañía contra los levantamientos campesinos y para prestar asistencia a la política soviética (prodrazviorstka), que exigía la entrega de los excedentes agrícolas de los campesinos por un precio fijo. Ese mismo año, Vasilevski tomó el mando de un batallón de reserva, y en octubre de 1919 de un regimiento. Sin embargo, su regimiento nunca participó en las batallas de la Guerra civil rusa, ya que las tropas de Denikin nunca se acercaron a Tula. En diciembre de 1919, fue enviado al frente occidental como comandante adjunto de regimiento, para participar en la Guerra polaco-soviética.
Como comandante adjunto del 427.º regimiento, de la 32.ª brigada, de la 11.ª división, Vasilevski participó en la batalla de Bereziná. A partir del 4 de julio de 1920, participó en la ofensiva soviética contra Vilna, avanzando hacia el río Niemen a pesar de la fuerte resistencia de las fortificaciones polacas y alemanas erigidas en la región durante la Primera Guerra Mundial. El regimiento de Vasilevski llegó a las inmediaciones de Vilna a mediados de julio y permaneció guarecido allí hasta el Tratado de Riga del 18 de marzo de 1921.

### Periodo de entreguerras

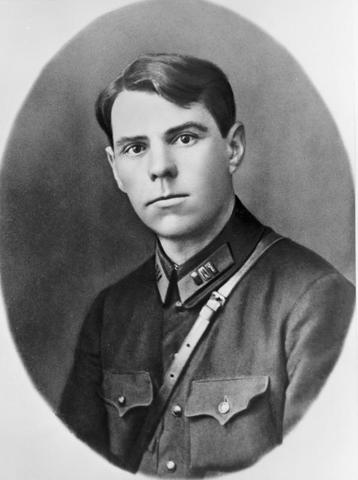
Aleksandr Vasilevski en 1928.

Después del Tratado de Riga, Vasilevski estuvo luchando hasta agosto de 1921 contra las fuerzas restantes del Ejército Blanco y los levantamientos campesinos en Bielorrusia y en el Óblast de Smolensk. Para 1930, ya había servido como comandante de los regimientos de fusileros 142.º, 143.º y 144.º, donde demostró gran habilidad en la organización y la formación de sus tropas. Durante estos años, Vasilevski estableció amistades con los mandos superiores y los miembros del Partido como Kliment Voroshílov, Vladímir Triandafílov (teórico militar ruso, famoso por su teoría de las operaciones en profundidad) y Borís Sháposhnikov. Sháposhnikov, en particular, se convertiría en el protector de Vasilevski hasta su muerte en 1945. En 1931 Vasilevski entró en la Dirección de Adiestramiento Militar.
Mientras estaba en la Dirección de Adiestramiento Militar, Vasilevski supervisó el adiestramiento del Ejército Rojo, manteniendo reuniones con altos mandos militares, como Mijaíl Tujachevski y Gueorgui Zhúkov, entonces inspector adjunto de Caballería del Ejército Rojo. Zhúkov más tarde caracterizó a Vasilevski como «un hombre que sabe hacer su trabajo, puesto que ha pasado un largo tiempo al mando de un regimiento y ha obtenido el respeto de todos». En 1934, fue nombrado Supervisor de Adiestramiento Militar Superior del Distrito Militar del Volga (Privolzhski voienny ókrug). En 1937, ingresó en la Academia Militar del Estado Mayor General, donde estudió los aspectos más importantes de la estrategia militar y otros temas que experimentaron generales como Mijaíl Tujachevski.
A mediados de 1937, la Gran Purga de Stalin eliminó un número significativo de altos mandos militares, lo que provocó que quedaran puestos vacantes en el Estado Mayor. Para su asombro, en octubre de 1937 Vasilevski fue asignado al Estado Mayor, y en 1938 se afilió al Partido Comunista de la Unión Soviética (condición sine qua non para el éxito de su carrera). En 1939, fue nombrado comandante adjunto de la Dirección de Operaciones del Estado Mayor General, ostentando el rango de comandante de división. En este puesto, él y Sháposhnikov fueron los responsables de la planificación de la Guerra de Invierno que terminó con la firma del tratado de paz de Moscú, que establecía la frontera con Finlandia.
Como oficial superior, Vasilevski mantuvo reuniones frecuentes con Stalin. Durante una de estas reuniones, Stalin preguntó a Vasilevski acerca de su familia, Vasilevski respondió que había roto toda relación con sus padres en 1926 cuando su padre había sido ordenado sacerdote y por lo tanto, un potencial «enemigo del pueblo». Stalin, sorprendido, le sugirió restablecer sus vínculos familiares y ayudar a sus padres en cualquier necesidad que pudieran tener.

### Segunda Guerra Mundial

#### Inicio y batalla de Moscú

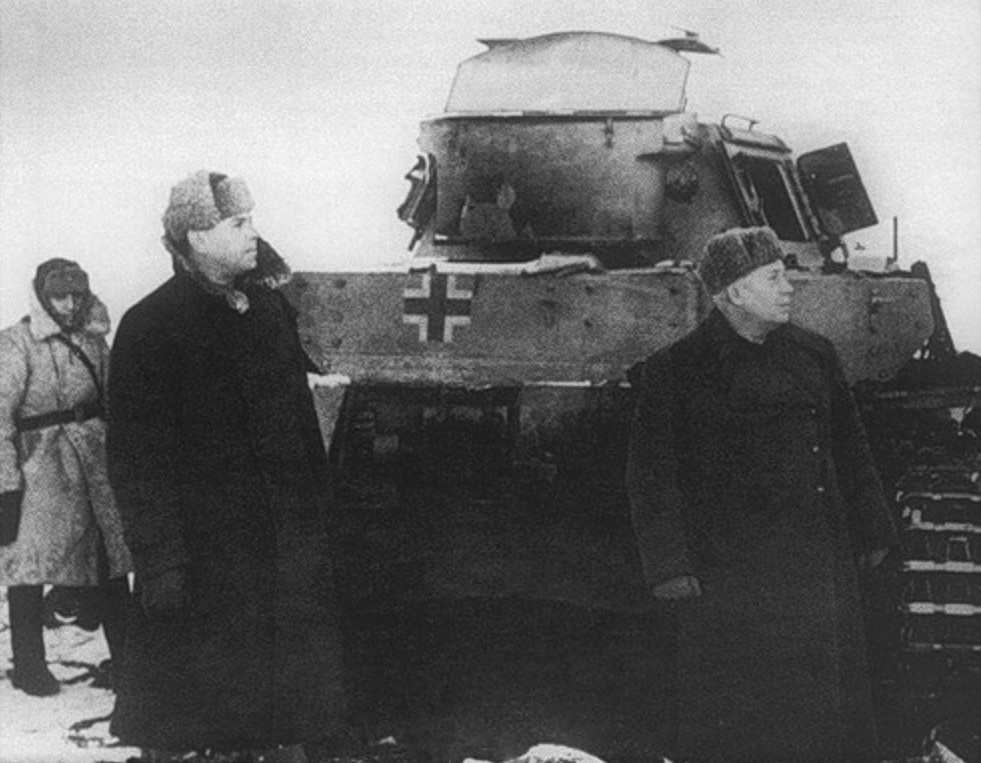
Vasilevski (izquierda) y su comisario político Nikita Jrushchov inspeccionan equipos alemanes destruidos en Stalingrado, 1943

El 22 de junio de 1941, mientras trabajaba en su oficina del Estado Mayor, se enteró del estallido de la Gran Guerra Patria y del bombardeo alemán sobre importantes objetivos militares y civiles. En agosto de 1941, Vasilevski fue nombrado comandante de Operaciones de la Dirección General de Personal y jefe adjunto del Estado Mayor, lo que le convirtió en una de las figuras clave entre los líderes militares soviéticos. A finales de septiembre de 1941, Vasilevski pronunció un discurso ante el Estado Mayor. Este discurso describía la situación como muy difícil, pero señalaba que la parte norte del frente sufría menos presión pues todavía Leningrado ofrecía resistencia y que esa situación permitía reunir algunas reservas en la parte norte del frente.
En octubre de 1941, el avance de las fuerzas alemanas hacia Moscú durante la Operación Tifón, complicó la situación en el frente ruso. Como representante del Estado Mayor soviético (STAVKA), Vasilevski fue enviado al frente para coordinar la defensa y garantizar el flujo de suministros y de hombres hacia la región de Mozhaysk, donde las fuerzas soviéticas estaban tratando de contener el avance alemán. Durante los intensos combates que se produjeron en las afueras de Moscú, Vasilevski pasó todo el tiempo en la STAVKA, tratando de coordinar los tres frentes más importantes para la defensa de Moscú. Cuando la mayor parte del Estado Mayor General (incluido su jefe, el mariscal Sháposhnikov) fueros evacuados de Moscú, Vasilevski permaneció en la ciudad como enlace entre la parte del Estado Mayor que aun seguía en Moscú y los miembros del Estado Mayor evacuados de la capital. Por estos hechos, el 28 de octubre de 1941, Vasilevski fue ascendido a teniente general.
La batalla de Moscú fue un período muy difícil en la vida de Vasilevski, con la Wehrmacht muy próxima a la ciudad. Por otra parte, el mariscal Sháposhnikov cayó enfermo y Vasilevski tuvo que tomar decisiones importantes por sí solo. El 29 de octubre de 1941, una bomba explotó en el patio de la sede del Estado Mayor; Vasilevski resultó levemente herido, pero siguió trabajando. La cocina fue dañada por la explosión, y el Estado Mayor se trasladó a los pisos subterráneos sin poder disponer de comida caliente. No obstante, el Estado Mayor siguió funcionando. En diciembre de 1941, Vasilevski coordinó la contraofensiva de Moscú, y a principios de 1942, la contraofensiva general en las zonas de Moscú y Rostov. En abril de 1942, coordinó el fallido intento para eliminar la Bolsa de Demyansk, y el cerco alemán del 2.º Cuerpo de Ejército, cerca de Leningrado. El 24 de abril, con Sháposhnikov gravemente enfermo de nuevo, Vasilevski fue nombrado jefe del Estado Mayor y el 26 de abril fue ascendido a Coronel General.

#### Verano y otoño de 1942

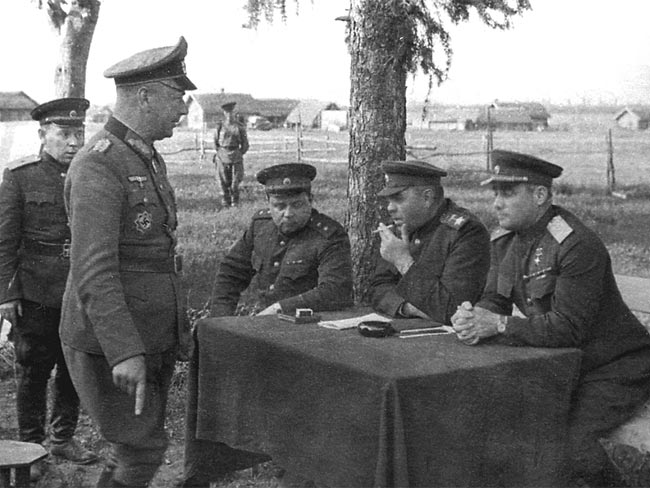
Vasilevski recibiendo la capitulación del general alemán Alfons Hitter, comandante de las tropas germanas de Vítebsk en 1944.

En mayo de 1942 tuvo lugar uno de los episodios más controvertidos de la carrera de Vasilevski. La segunda batalla de Járkov fue una contraofensiva que concluyó en una derrota del Ejército Rojo, y en última instancia una victoria de los alemanes en su ofensiva del sur (Operación Azul).
Después de repeler al enemigo en Moscú, la moral de la Unión Soviética estaba muy alta y Stalin estaba decidido a lanzar otra contraofensiva general durante el verano. Sin embargo, Vasilevski reconoció que «la realidad era más dura que eso». Siguiendo las órdenes de Stalin, la ofensiva sobre Járkov fue lanzada el 12 de mayo de 1942. Cuando la amenaza de cerco se hizo evidente, Zhúkov y Vasilevski pidieron permiso para detener el avance de las fuerzas soviéticas. Stalin se negó, lo que se tradujo en el cerco de las fuerzas del Ejército Rojo y concluyendo con una derrota total. En sus memorias, Jrushchov acusó a Vasilevski de ser demasiado pasivo e indeciso, además de ser incapaz de defender su punto de vista ante Stalin durante la operación. Tal como escribió, «Mi opinión es que la catástrofe se podría haber evitado si Vasilevski hubiera tomado la posición que debería haber tomado. Además podría haber adoptado una posición diferente.... Pero en cambio no hizo eso, y como resultado, en mi opinión, él tiene la responsabilidad de la muerte de miles de combatientes del Ejército Rojo en la ofensiva de Járkov».
En junio de 1942, Vasilevski fue enviado por un breve período a Leningrado para coordinar un intento de ruptura del cerco del 2.º Ejército de Choque dirigido por el general Vlásov. El 26 de junio de 1942 Vasilevski fue nombrado jefe del Estado Mayor, y en octubre de 1942, Viceministro de Defensa. Fue una de las pocas personas responsables de la planificación de las distintas ofensivas soviéticas. A partir del 23 de julio de 1942, fue el representante de la Stavka en el frente de Stalingrado, y se anticipó correctamente al principal ataque de las fuerzas del eje.
Vasilevski fue enviado con Zhúkov al Frente de Stalingrado, esta batalla supuso otro período difícil en su vida. El 12 de septiembre de 1942, durante una reunión con Stalin, Zhúkov y Vasilevski presentaron el plan para la contraofensiva en Stalingrado. Dos meses más tarde, el 19 de noviembre, con Stalingrado resistiendo todavía el ataque alemán, se puso en marcha la Operación Urano. Zhúkov había sido enviado cerca de Rzhev para dirigir la Operación Marte (la contraofensiva de Rzhev), y Vasilevski se mantuvo cerca de Stalingrado para coordinar la doble pinza del ataque que, en última instancia, condujo a la derrota de Alemania y a la aniquilación de los ejércitos atrapados en el Kessel (caldero). Todos los resultados del plan fueron presentados a Stalin el 9 de diciembre. Este plan provocó cierto debate entre Vasilevski y Rokossovski, que quería un nuevo ejército para limpiar completamente Stalingrado de alemanes. El ejército en cuestión se trataba del 2.º Ejército de Guardias de Rodión Malinovski que Vasilevski utilizó contra un peligroso contraataque alemán lanzado desde Kotélnikovo por el LVII Cuerpo Panzer y destinado a abrir un corredor con el 6.º Ejército cercado en Stalingrado (véase Operación Tormenta de Invierno).

#### Victoria soviética

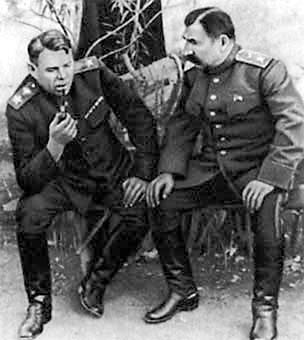
Vasilevski y Budionni en el Donbáss, 1943.

En enero de 1943, Vasilevski coordinó las decisivas ofensivas en la parte superior del Don (cerca de Vorónezh y Ostrogozhsk), que cercaron a numerosas divisiones del Eje. A mediados de enero, Vasilevski fue ascendido a General del Ejército y solo 29 días después, el 16 de febrero de 1943, a Mariscal de la Unión Soviética.
En marzo de 1943, después de la creación del saliente de Kursk y el fracaso de la Tercera batalla de Járkov, Stalin y la STAVKA tuvieron que decidir si la ofensiva debía reanudarse a pesar de este revés, o si era mejor adoptar una actitud defensiva. Zhúkov y Vasilevski lograron convencer a Stalin de que era necesario detener la ofensiva y esperar a la iniciativa de la Wehrmacht. Cuando se hizo evidente que la ofensiva alemana había sido pospuesta y ya no iba a tener lugar en mayo de 1943, Vasilevski siguió defendiendo con éxito que había que esperar el ataque de la Wehrmacht para luego contraatacar, en lugar de hacer un ataque preventivo como Jrushchov quería. Cuando el 4 de julio de 1943 finalmente se inició la batalla de Kursk, Vasilevski se encargó de la coordinación de los frentes de Vorónezh y de la Estepa. Después del fracaso alemán en Kursk y el comienzo de la contraofensiva general en la orilla izquierda del Dniéper, Vasilevski planeó y ejecutó las operaciones ofensivas en la región del Donbás. Más tarde ese mismo año, planificó y dirigió la limpieza de las fuerzas nazis de Crimea (véase Ofensiva de Crimea).

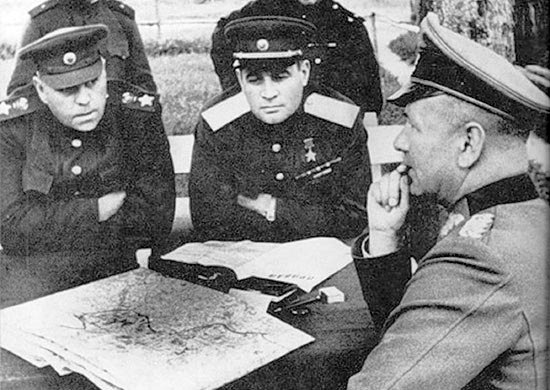
El mariscal Vasilevski (izquierda) y el general Iván Cherniajovski interrogan al recién capturado teniente general Alfons Hitter en Alemania en 1944

A principios de 1944, Vasilevski coordinó la ofensiva del Dniéper-Cárpatos en la orilla derecha del Dniéper, que condujo a una victoria decisiva en la parte oriental de Ucrania. El 10 de abril de 1944, se recuperó Odesa, y Vasilevski fue galardonado con la Orden de la Victoria que solo se había concedido en una ocasión anteriormente. El 10 de mayo de 1944, acabados los combates, mientras Vasilevski realizaba una inspección en Sevastopol su coche pasó por encima de una mina. Resultó herido en la cabeza y fue evacuado a Moscú para su recuperación.
Durante la Operación Bagratión, Vasilevski coordinó las ofensivas del 1.º Frente Báltico y el 3.º Frente Bielorruso. Cuando las fuerzas soviéticas entraron en los estados bálticos, Vasilevski asumió la completa responsabilidad de todos los frentes del Báltico, desechando el 3.º Frente Bielorruso. El 29 de julio de 1944, recibió la Estrella de Oro de Héroe de la Unión Soviética por sus éxitos militares. En febrero de 1945, Vasilevski fue nombrado nuevo comandante del 3.º Frente Bielorruso, tras la muerte del general del ejército Iván Cherniajovski a causa de la metralla alemana, para dirigir la Operación de Prusia Oriental, dejando el cargo de General Jefe de Personal a Alekséi Antónov. Como comandante del 3.º Frente Bielorruso, Vasilevski llevó a cabo la operación contra Prusia Oriental y organizó los ataques contra Königsberg y Pillau (actual Baltiysk). Tras la captura de Königsberg negoció la rendición de la guarnición con su comandante, Otto Lasch. Después de la guerra, Lasch alegó que Vasilevski no había respetado las garantías formuladas durante la capitulación de la ciudad. De hecho, Vasilevski prometió que los soldados alemanes no serían ejecutados, que los prisioneros, los civiles y los heridos serían tratados decentemente, y que todos los prisioneros regresarían a Alemania tras el final de la guerra. Sin embargo, Lasch permaneció en prisión durante diez años y regresó a Alemania en 1955, al igual que muchos de los soldados y oficiales de la Wehrmacht que fueron hechos prisioneros. Mientras que todos los habitantes alemanes fueron expulsados de Prusia Oriental. Tras los brillantes éxitos en Königsberg y en Prusia Oriental, se le otorgó a Vasilevski su segunda Orden de la Victoria.

#### Operación Tormenta de Agosto

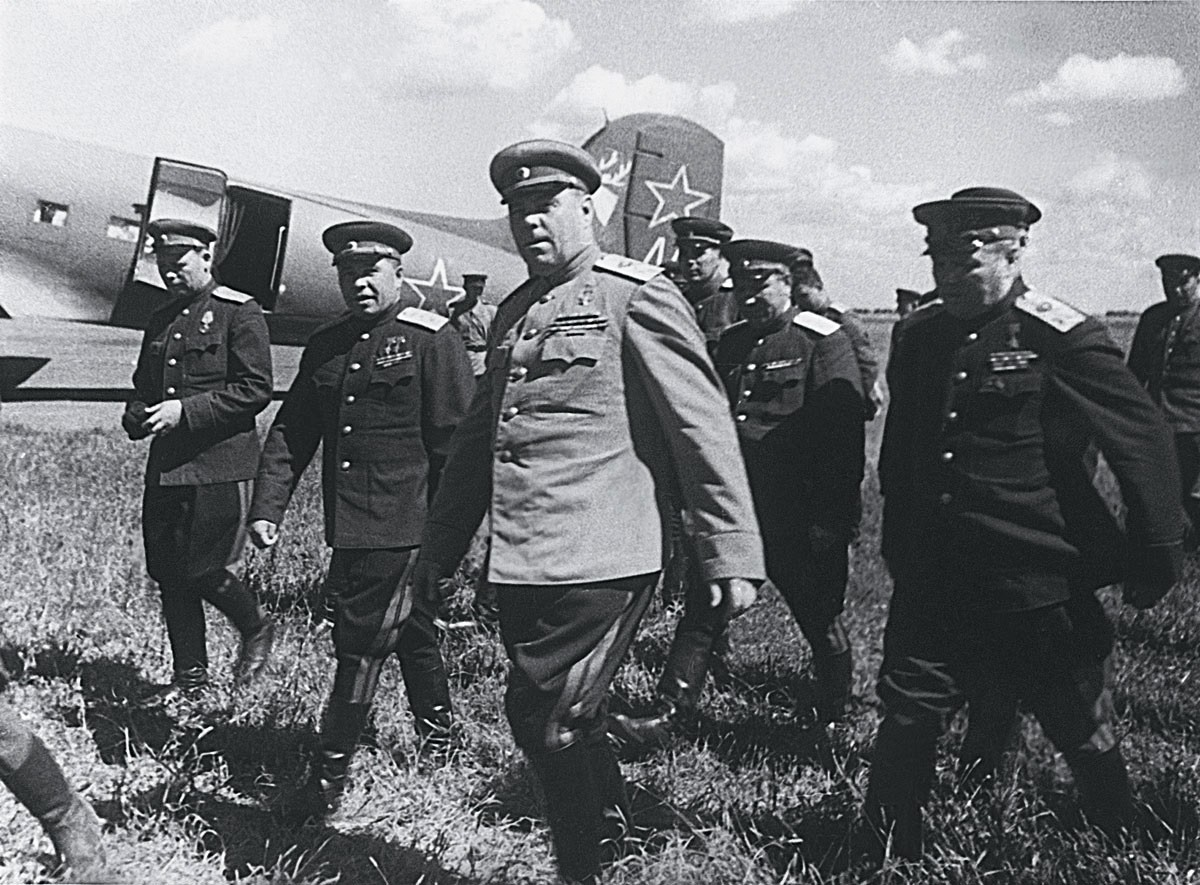
Vasilevski en Port Arthur en China en 1945

Una vez que terminó la guerra contra Alemania, Stalin nombró a Vasilevski comandante en jefe de las fuerzas soviéticas en el Lejano Oriente. Vasilevski había iniciado la redacción de un plan de guerra contra Japón a finales de 1944 y completó su preparación el 27 de abril de 1945. En junio de 1945, Stalin aprobó el plan. Vasilevski después de recibir el nombramiento de Comandante en Jefe de las fuerzas soviéticas en el Lejano Oriente voló a Chitá para ejecutar el plan.
Durante la fase de preparación, Vasilevski ensayó la ofensiva con sus comandantes de ejército y dirigió el comienzo de la Operación Tormenta de Agosto, también conocida como la batalla de Manchuria. En veinticuatro días, desde el 9 de agosto hasta el 2 de septiembre de 1945, los ejércitos japoneses de Manchukuo fueron derrotados, con apenas 37 000 bajas en el lado soviético que dispuso de 1 600 000 soldados. Por su éxito en esta operación, el 8 de septiembre fue condecorado por segunda vez con el título de Héroe de la Unión Soviética.

### Periodo de posguerra
Entre 1946 y 1949, Vasilevski se mantuvo como jefe del Estado Mayor, para pasar entre 1949 y 1953 a ser ministro de Defensa. Tras la muerte de Stalin en 1953, Vasilevski perdió popularidad y fue sustituido por Bulganin, aunque él seguía siendo ministro adjunto de Defensa. En 1956, fue nombrado vice primer ministro de Defensa de las Ciencias Militares. En 1959, fue nombrado inspector general del Grupo de Inspectores Generales del Ministerio de Defensa de la URSS, un puesto meramente honorífico. En 1973, publicó sus memorias, La causa de toda mi vida.
Aleksandr Vasilevski falleció el 5 de diciembre de 1977. Su cuerpo fue incinerado y sus cenizas depositadas en la Necrópolis de la Muralla del Kremlin de Moscú.

## Familia

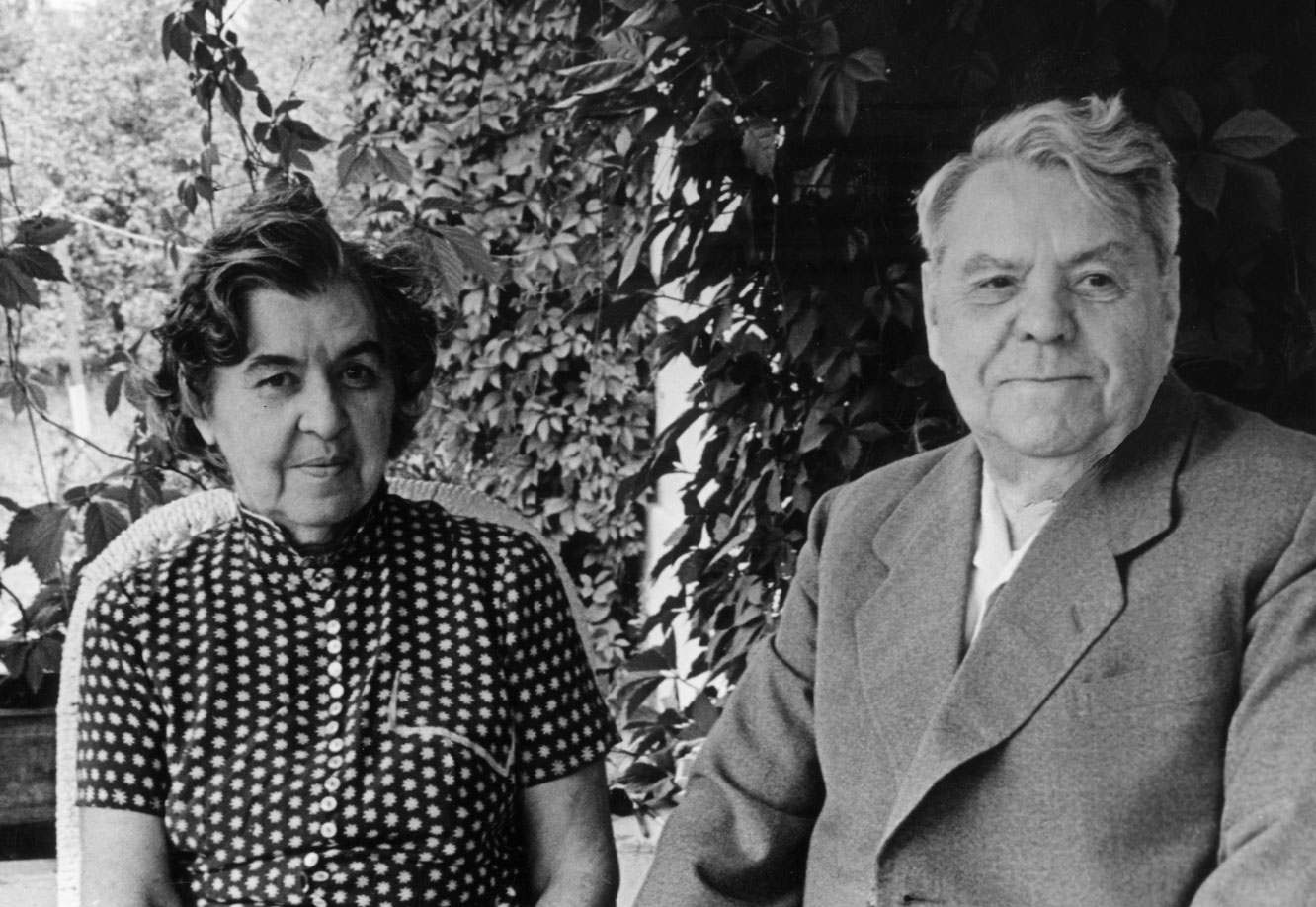
Vasilevski con su esposa Ekaterina (1975)

En 1923, Vasilevski se casó con Serafima Nikolaevna Voronova (1904-1980), antes de divorciarse en 1934. La pareja tuvo un hijo llamado Yuri (1925-2013), que se convirtió en teniente general de la Fuerza Aérea Soviética. Yuri estaba casado con Era Zhukova, hija de Gueorgui Zhúkov.
Más tarde se volvió a casar con Ekaterina Vasilievna Saburova, con quien tuvo un hijo llamado Igor (nacido en 1935). Igor se convirtió en un conocido arquitecto y recibió el título de Arquitecto de Honor de la Federación de Rusia y el Premio Estatal de Checoslovaquia. Está casado con la hija del estadista soviético Iván Tevosian.

## Condecoraciones
En sus memorias, Vasilevski recuerda el asombro de Stalin cuando el 4 de diciembre de 1941, en una ceremonia que tuvo lugar en el Kremlin, el líder soviético vio solo una medalla en el uniforme de Vasilevski, la Orden de la Estrella Roja. Sin embargo, tras la guerra, Vasilevski se convirtió en uno de los comandantes más condecorados en la historia soviética.
Vasilevski fue galardonado con la Estrella de Oro de Héroe de la Unión Soviética en dos ocasiones por las operaciones en los frentes alemán y japonés. Se le concedieron dos órdenes de la Victoria por su éxito en Crimea y Prusia (un logro solo superado por Zhúkov y Stalin). Durante su carrera, fue galardonado con ocho órdenes de Lenin (varias de ellas después de la guerra), la Orden de la Revolución de Octubre cuando se creó en 1967, dos órdenes de la Bandera Roja, una Orden de Suvórov de primera clase por sus operaciones en Ucrania y Crimea, y su primera condecoración, la Orden de la Estrella Roja, obtenida en 1940 por su brillante trabajo durante la guerra de Invierno. Por último, en 1974 tres años antes de su muerte se le concedió la Orden del Servicio a la Patria en las Fuerzas Armadas de la URSS de tercera clase como reconocimiento de toda su carrera militar.
Vasilevski también fue galardonado con catorce medallas, por su participación en diversas campañas. Por la Defensa de Leningrado, la Defensa de Moscú, la Defensa de Stalingrado y la Batalla de Königsberg. Al igual que a todos los soldados soviéticos que participaron en la guerra contra Alemania y Japón, se le concedió la Medalla de la victoria sobre Alemania y la Medalla de la victoria sobre Japón. También recibió varias medallas conmemorativas, como la de veinte, treinta, cuarenta y cincuenta años de la creación de las Fuerzas Armadas de la URSS, veinte y treinta años de la victoria en la Gran Guerra Patria, la Medalla Conmemorativa del 800.º Aniversario de Moscú (adjudicada en 1947 por su participación en la batalla de Moscú) y la Medalla Conmemorativa por el Centenario del Natalicio de Lenin. Además de estas órdenes y medallas soviéticas, Vasilevski fue galardonado con varias condecoraciones extranjeras, como la Orden Virtuti Militari concedida por la República Popular de Polonia, el título de Comandante en Jefe, de la Legión al Mérito (EE.UU, 1944)

## Personalidad y opiniones

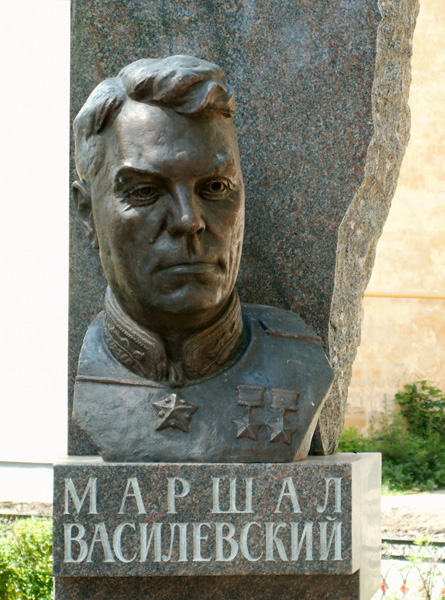
Busto de Aleksandr Vasilevski en la ciudad de Víchuga.

Vasilevski era considerado por sus compañeros como un buen comandante militar. El general Shtemenko, miembro del Estado Mayor durante la guerra, describe a Vasilevski como un brillante y, sin embargo, modesto funcionario con experiencia en el trabajo. Shtemenko señaló el prodigioso talento de Vasilevski para la planificación estratégica y operacional. Vasilevski también mostraba respeto por sus subordinados y demostraba un agudo sentido de la diplomacia y la cortesía, que Stalin apreciaba. Como resultado de ello, Vasilevski disfrutó de la casi ilimitada confianza de Stalin. Durante la guerra, Zhúkov lo describe como un comandante que, al gozar de una confianza excepcional por parte de Stalin, era capaz de persuadirlo, incluso a él, durante los acalorados debates que mantenían.
Dicho esto, las acciones de Vasilevski y su personalidad a veces han sido objeto de controversia, aunque en menor medida que con Zhúkov. En particular, Nikita Jrushchov define a Vasilevski en sus memorias como un comandante pasivo, completamente bajo el control de Stalin, y lo culpaba del fracaso de la ofensiva de Járkov en la primavera de 1942. Entre los más críticos con Vasilevski estaba Konstantín Rokosovski, que criticó las decisiones de Vasilevski durante la contraofensiva de Stalingrado. Especialmente en su negativa de realizar con el 2.º Ejército la aniquilación completa de las divisiones alemanas rodeadas en Stalingrado, y por las interferencias con su propio trabajo. Rokossovsky incluso escribió en sus memorias: «Sigo sin entender qué papel podían tener Zhúkov y Vasilevski en el frente de Stalingrado». En esta operación, Vasilevski había señalado que solo iba a desviar el 2.º Ejército al cerco de Stalingrado con el fin de contener un peligroso contraataque alemán en Kotelnikovo, que gozaba de gran superioridad numérica.
Por otra parte, según el polémico historiador Víktor Suvórov, Vasilevski fue el único funcionario responsable del éxito de la planificación y ejecución de la contraofensiva soviética en Stalingrado, y Zhúkov no hubo desempeñado ningún papel en ella. También afirmó que Vasilevski era el mejor comandante militar soviético y que la victoria soviética se debió principalmente a sus acciones como Jefe del Estado Mayor. De acuerdo con Suvórov, Zhúkov y la propaganda soviética intentaron después de la guerra reducir el papel del Estado Mayor (y por lo tanto la importancia de Vasilevski) y aumentar el papel del partido y de Zhúkov.
En el libro de Mezhiritski, Leyendo al Mariscal Zhúkov, Mezhiritski señala la timidez de Vasilevski y su incapacidad para defender sus opiniones ante Stalin. Según informa, Vasilevski fue designado para tan altas posiciones militares porque era fácil de manejar. Sin embargo, Mezhiritski reconoce la inteligencia de Vasilevski y asume que fue el principal autor de la contraofensiva de Stalingrado.

## Promociones
- Kombrig (16 de agosto de 1938)
- Komdiv (5 de abril de 1940)
- Mayor general (4 de junio de 1940)
- Teniente general (28 de octubre de 1941)
- Coronel general (21 de mayo de 1942)
- General del ejército (18 de enero de 1943)
- Mariscal de la Unión Soviética (16 de febrero de 1943)[66]